# Ironodes flavipennis
Ironodes flavipennis är en dagsländeart som beskrevs av Jay R. Traver 1935. Ironodes flavipennis ingår i släktet Ironodes och familjen forsdagsländor. Inga underarter finns listade i Catalogue of Life.